# Дача Головина (Санкт-Петербург)
Дача Головина — памятник архитектуры. Расположен в Санкт-Петербурге, современный адрес дома — Выборгская набережная, 63.
В XVIII веке участок принадлежал графу Головину, он построил здесь загородную мызу в классическом стиле, окружённую обширным парком, с оранжереями и теплицами. В 1802 году мыза была выкуплена в казну Министерством внутренних дел, на участке создали ферму и школу сельского хозяйства и домоводства. В 1803 году по проекту А. Н. Воронихина на участке были выстроены дом и хозяйственные постройки. Ферму позже объединили с находящейся рядом «Английской фермой», в 1809 году её закрыли, участок причислили к Каменноостровскому дворцу, дача перешла в ведение Гофинтендантской конторы и стала использоваться как царская резиденция. В 1823—1824 годах взамен обветшавшего здания Л. И. Шарлемань построил двухэтажный деревянный жилой дом, сохранившийся до сих пор.
Главный (смотрящий на Большую Невку) и садовый фасады украшены расположенными по центру портиками с четырьмя ионическими колоннами, которые на втором этаже поддерживают балкон, огороженный балюстрадой. Фасады завершает карниз с модульонами. Обработка фасада имитирует каменное зодчество, над окнами первого этажа использован мотив треугольных сандриков на кронштейнах. Изначальное внутреннее оформление и планировка не сохранились. В 1938 году решётка дачи описывалась как «затейливая»: на ней чередовались балясины с центральной розеткой и панно с вазами и оливковыми ветвями, а нижняя часть состояла из тех же узоров, что и решётка вокруг Веерных прудов Петергофа.
Летом 1825 года в особняке жила великая княжна Мария Павловна, в 1827 году дача была отведена её матери, вдовствующей императрице Марии Фёдоровне. Среди прочих близких ко двору лиц, проводивших лето на этой даче, был канцлер В. П. Кочубей (в 1829 году).
С 1853 году в здании было театральное училище. В 1856 году и до революции дом перешёл во владение Опекунского совета Воспитательного дома, которым руководила Мария Фёдоровна. На шестнадцати десятинах владения было двадцать строений: главный особняк с флигелями, службами, оранжереями, парниками, конюшнями. В начале 1860-х годов по просьбам жителей Чёрной речки обсуждалась перестройка дома в приходскую церковь, но в 1865 году было принято решение строить каменный Никольский храм в честь умершего Николая Александровича.
В 1856 году состоялась первая перепланировка, вторая прошла в 1949 году. Изначально планировка была симметричной относительно парадного вестибюля, но при первой перепланировке заложили часть окон и разделили залы, имевшие простую строгую отделку (краска с бордюрами), на кабинеты. Дубовые полы были выкрашены тёмно-жёлтой охрой, сосновые клееные щиты в некоторых помещениях были покрашены под разноцветный штучный паркет. В главном зале была шведская печь, остальные отапливались голландскими печами с красно-белыми изразцами. Лестницы располагались у торцов здания. В непосредственной близости от дома сад был регулярным, прямые дорожки расходились от дома веером и пересекались дугообразной аллеей, на участке росли в основном декоративные фруктовые деревья.
После революции в здании разместилась детская кожная больница, в 2011 году разработан комплексный проект приспособления дома под офисы. Проект предусматривает демонтаж поздних пристроек со стороны садового фасада и устройство вместо них соответствующих по размерам историческим входных крылец, восстановление симметричных окон, замену железобетонного забора на металлический, созданный на базе исторических аналогий, постройку котельной, раскрытие закрытых гипроком стен и потолков, воссоздание живописи, но конкурс не был проведён, реставрация была отложена, в 2016 году здание было сдано в долгосрочную аренду ООО «Тонкий вкус», в 2020 году сроки реставрации были по-прежнему не определены.